# 佐野隼平
佐野 隼平（さの じゅんぺい、1994年11月14日 - ）は日本で活動するミュージカル俳優およびバレエダンサーである。神奈川県鎌倉市出身。劇団四季所属。

## 来歴
5歳より地元鎌倉市でクラシックバレエを始める。14歳で東京バレエ団付属、東京バレエ学校に入学。2012年、17歳で劇団四季に入団。様々なダンスミュージカルに出演する。2017年12月、同劇団を退団。フリーダンサーとしての活動を経て、現在、劇団四季所属。

## 主な出演作品

### 劇団四季作品
- 夢から醒めた夢（アンサンブル）
- オペラ座の怪人（アンサンブル8枠）
- ミュージカル異国の丘（アンサンブル）
- キャッツ（2013年マキャヴィティ、2016年タンブルブルータス、カーバケッティ）
- ウィキッド（アンサンブル3枠、4枠）
- アラジン（アンサンブル6枠）
- バック・トゥ・ザ・フューチャー（アンサンブル4枠）

### 劇団四季以外の作品
2018年
- Dance CSB!「bridge☆cat ver.」（演出•振付 新上裕也）
- Dance CSB!「Party in March&April.2018」（演出•振付 新上裕也）
- Dance CSB!「bridge☆Monster ver.-想像上の怪物」（演出•振付 新上裕也）

2020年
- ミュージカル「ウエスト・サイド・ストーリー」Season2（2020年2月、IHIステージアラウンド東京）
- 「BROADWAY MUSICAL LIVE 2020」(Bunkamuraオーチャードホール)

2021年
- ミュージカル「屋根の上のヴァイオリン弾き」（2021年2月、日生劇場）
- ミュージカル「王家の紋章」（2021年8月-9月、帝国劇場他）
- 「BROADWAY MUSICAL LIVE 2021」（東京建物Brillia Hall）